# Auricuprur
L'auricuprur és un mineral de la classe dels aliatges que pertany al subgrup de l'auricuprur. El seu nom fa referència a la seva composició, del llatí aurum ('or') i cuprum ('coure'). Fou descobert el 1950 a la mina Oktyabr, Talnakh, regió de Norilsk, a l'oest de Sibèria, Rússia, i fou descrit per P. Ramdohr.

## Característiques
És un mineral rar de coure i or; químicament és un aliatge de fórmula Cu₃Au, de color groc o roig coure. La seva duresa és de 3,5 en l'escala de Mohs, i té una alta densitat (11,5-13.77 g/cm³). Cristal·litza en el sistema cúbic. És molt similar en composició química al tetraauricuprur (CuAu), del mateix grup però del sistema cristal·lí tetragonal. Pot portar com a impureses: plata o pal·ladi. Pot ser extret com a mena del valuós or.
Segons la classificació de Nickel-Strunz l'auricuprur pertany a «01.AA - Metalls i aliatges intermetàl·lics de la família coure-cupalita» juntament amb els següents minerals: alumini, coure, or, plom, níquel, plata, steinhardtita, cuproaurur, tetraauricuprur, anyuiïta, khatirkita, novodneprita, cupalita, hunchunita, stolperita, hollisterita, icosaedrita, kriatxkoïta i proxidecagonita.

## Formació i jaciments
S'ha trobat en roques serpentinites, formant-se l'aliatge a baixa temperatura. Sol trobar-se associat a altres minerals com: or, coure o altres aliatges entre tots dos.

## Varietats
Es coneixen dues varietats d'auricuprur:
- L'auricuprur argèntic, una varietat que conté plata, amb fórmula Cu₃(Au,Ag).[5]
- La rozhkovita, una varietat que conté pal·ladi.[6]